# Corey Seager
Corey Drew Seager (ur. 27 kwietnia 1994) – amerykański baseballista występujący na pozycji łącznika w Texas Rangers. Brat Kyle’a Seagera.

## Przebieg kariery

### Minor League Baseball
Po ukończeniu szkoły średniej otrzymał propozycję stypendium sportowego z University of South Carolina, ale po wyborze w czerwcu 2012 w pierwszej rundzie draftu z numerem 18. przez Los Angeles Dodgers, podpisał kontrakt z organizacją tego klubu. Zawodową karierę rozpoczął od występów w zespole Ogden Raptors (poziom Rookie), następnie w 2013 grał w Great Lake Loons (Class A), Rancho Cucamonga Quakes (Class A Advanced), Glendale Desert Dogs zrzeszonym w Arizona Fall League. W sezonie 2014 występował w Rancho Cucamonga Quakes, Chattanooga Lookouts (Double-A) i reprezentował klub w All-Star Future Games.
Sezon 2015 rozpoczął od występów w Tulsa Drillers (Double-A), a 1 maja 2015 został przesunięty do Oklahoma City Dodgers (Triple-A). 28 maja 2015 w meczu przeciwko Salt Lake Bees zaliczył 6 uderzeń na 6 podejść w tym home runa, ponadto został drugim zawodnikiem w historii klubu, który w jednym spotkaniu zaliczył 6 RBI. W 2015 został wybrany przez magazyn Baseball America do Minor League All-Star Team.

### Major League Baseball
3 września 2015 otrzymał powołanie do składu Los Angeles Dodgers i tego samego dnia zaliczył debiut w Major League Baseball w meczu z San Diego Padres, w którym zaliczył two-run single i double’a. 12 września 2015 w spotkaniu z Arizona Diamondbacks zaliczył 4 odbicia w 4 podejściach, w tym pierwszego w MLB home runa.
W czerwcu 2016 uzyskał średnią 0,343, zdobył osiem home runów i został wybrany najlepszym debiutantem miesiąca w National League. W lipcu 2016 po raz pierwszy został powołany do NL All-Star Team. 6 sierpnia 2016 w meczu przeciwko Boston Red Sox pobił rekord klubowy należący do Erica Karrosa, zaliczając 31. double’a w swoim debiutanckim sezonie. 27 sierpnia 2016 w spotkaniu z Chicago Cubs ustanowił rekord klubowy wśród łączników, zdobywając 23 home runa w sezonie. W tym samym roku został wyróżniony spośród łączników, otrzymując po raz pierwszy w swojej karierze Silver Slugger Award, a także został jednogłośnie wybrany najlepszym debiutantem w National League.
W 2020 został wybrany najbardziej wartościowym zawodnikiem National League Championship Series, a także World Series MVP, w których Dodgers pokonali Tampa Bay Rays i zdobyli pierwszy mistrzowski tytuł od 1988 roku.
1 grudnia 2021 Seager podpisał 10-letni kontrakt z Texas Rangers.

## Nagrody i wyróżnienia
| Nagroda/wyróżnienie         | Lata                   | Źródło |
| 4× All-Star                 | 2016, 2017, 2022, 2023 | [ 10 ] |
| 2× Silver Slugger Award     | 2016, 2017             | [ 13 ] |
| NL Rookie of the Year Award | 2016                   | [ 14 ] |
| NLCS MVP                    | 2020                   | [ 15 ] |
| World Series MVP            | 2020, 2023             | [ 16 ] |